# Coupe de Belgique de football 1969-1970
Navigation
Édition précédente Édition suivante
La Coupe de Belgique 1968-1969 est la quinzième édition de l'épreuve.Le FC Brugeois remporte son deuxième trophée en l'espace de trois ans, au terme d'une compétition qui voit, fait unique dans son Histoire, trois formations de Division 2 atteindre les demi-finales.

## Formule
Cette édition respecte la même formule que celle adaptée pour la réapparition de l'épreuve en 1963. Elle se déroule selon le principe de « rencontres à élimination directe en une seule manche sur le terrain de la première équipe tirée au sort ».
La phase finale réunit 64 clubs à partir des 1/32e de finale où les équipes de Division 1 (16) et Division 2 (16) (de la saison précédente) attendent les 32 rescapés de 4 tours préliminaires. Ceux-ci se déroulement en préambule de la saison durant le mois d'août. Le premier tour concerne 128 clubs qui sont rejoints au 2e tour par les cercles de Promotion. Les formations de Division 3 entrent en lice lors du 4e tour.
Un élément important à noter est que la division de référence d'un club pour désigner le moment où il commence la compétition est celle de la saison précédente. Dans cet article les divisions indiquées en regard des clubs est bien celle où ils évoluent pendant cette saison 1968-1969.

### Déroulement schématique

#### Tours préliminaires
- TOUR 1: 64 rencontres, 128 clubs des Séries provinciales
  - TOUR 2: 64 rencontres, 64 qualifiés du Tour 1 + les 64 clubs de Promotion de la saison précédente (qui sont têtes de série et ne se rencontrent pas entre eux)
    - TOUR 3: 32 rencontres, 64 qualifiés du Tour 2 (pré-tirage intégral, plus de tête de série)
      - TOUR 4: 32 rencontres, 32 qualifiés du Tour 3 + les 32 clubs de Division 3 de la saison précédente (qui sont têtes de série et ne se rencontrent pas entre eux)

#### Phase finale
- 1/32e de finale : 32 qualifiés du Tour 4, 16 clubs de Division 2 de la saison précédente et 16 clubs de Division 1 de la saison précédente (D1 et D2 sont têtes de série et ne se rencontrent pas entre elles)
  - 1/16e de finale (à partir de ce tour, tirage intégral, plus de têtes de série)
    - 1/8e de finale
      - 1/4 de finale
        - 1/2 finales
          - FINALE

## Répartition des clubs engagés
| Abréviations des Divisions - (I) : club évoluant en Division 1 - (II) : club évoluant en Division 2 - (III) : club évoluant en Division 3 - (P) : club évoluant en Promotion - (p-...) : club évoluant dans les séries provinciales concernées Abréviations des Provinces - (Anv) : Province d'Anvers - (Bbt) : Province de Brabant - (WVl) : Province de Flandre-Occidentale - (OVl) : Province de Flandre-Orientale - (Hai) : Province de Hainaut - (Liè) : Province de Liège - (Lim) : Province de Limbourg - (Lux) : Province de Luxembourg - (Nam) : Province de Namur | \| Province \| D1 \| D2 \| D3 \| P \| prov. \| Total \| \| ------------------- \| -- \| -- \| -- \| - \| ----- \| ----- \| \| Anvers \| 2 \| 5 \| 5 \| 2 \| 2 \| 14 \| \| Brabant \| 4 \| 2 \| 1 \| 1 \| 0 \| 8 \| \| Flandre occidentale \| 3 \| 1 \| 4 \| 1 \| 0 \| 9 \| \| Flandre orientale \| 2 \| 2 \| 2 \| 1 \| 1 \| 86 \| \| Hainaut \| 1 \| 2 \| 3 \| 0 \| 0 \| 6 \| \| Liège \| 2 \| 2 \| 0 \| 1 \| 0 \| 5 \| \| Limbourg \| 2 \| 2 \| 2 \| 2 \| 0 \| 89 \| \| Luxembourg \| 0 \| 0 \| 0 \| 1 \| 0 \| 1 \| \| Namur \| 0 \| 0 \| 1 \| 0 \| 0 \| 1 \| \| Total \| 16 \| 16 \| 20 \| 9 \| 3 \| 64 \| |    |    |   |       |       |
| Province | D1 | D2 | D3 | P | prov. | Total |
| Anvers | 2 | 5  | 5  | 2 | 2     | 14    |
| Brabant | 4 | 2  | 1  | 1 | 0     | 8     |
| Flandre occidentale | 3 | 1  | 4  | 1 | 0     | 9     |
| Flandre orientale | 2 | 2  | 2  | 1 | 1     | 86    |
| Hainaut | 1 | 2  | 3  | 0 | 0     | 6     |
| Liège | 2 | 2  | 0  | 1 | 0     | 5     |
| Limbourg | 2 | 2  | 2  | 2 | 0     | 89    |
| Luxembourg | 0 | 0  | 0  | 1 | 0     | 1     |
| Namur | 0 | 0  | 1  | 0 | 0     | 1     |
| Total | 16 | 16 | 20 | 9 | 3     | 64    |

## Cinquième tour (Trente-deuxièmes de finale)
Ce tour marque l'entrée en lice des 16 clubs de Division 1, de 16 clubs de Division 2, de deux clubs relégués de D2 à la fin de la saison précédente. Ces 32 formations rejoignent les 32 rescapés des tours préliminaires. Le tirage au sport de ce tour est effectué en même temps que celui des quatre tours préliminaires, dont les 32 qualifiés connaissent leur adversaires.
- 64 clubs, 32 rencontres jouées le 31 août 1969 (sauf 1 avancée au 30)
  - Fin de parcours prématurée pour trois équipes de « Division 1 »: La Gantoise, Beveren-Waas et le finaliste malheureux de l'édition précédente, le Racing White.
  - Les équipes de  Division 2 se montrent sous leur meilleur jour, avec un seul éliminé. Et encore, le RC Malines ne tombe qu'après prolongation contre le Standard.
  - Toutes les formations provinciales et de Promotion sont sorties alors que seuls, 4 des 9 résidents de « D3 » franchissent ce tour.

| Dates      | Types   | Visités                        | Visiteur                            | Score final | Remarques                       |
| ---------- | ------- | ------------------------------ | ----------------------------------- | ----------- | ------------------------------- |
| 31/08/1969 | D1-D2   | ARA LA Gantoise (I)            | K. SV Sottegem (-II)                | 2-4         |                                 |
| 31/08/1969 | D1-D2   | K. RC Mechelen (-II)           | R. Standard CL (I)                  | 1-2         | après prolongation (2x15 min)   |
| 31/08/1969 | D1-D3   | R. FC Liégeois (I)             | K. Willebroekse SV (III)            | 3-2         |                                 |
| 30/08/1969 | D1-D3   | R. Excelsior Mouscron (III)    | R. Beerschot VAV (I)                | 0-1         |                                 |
| 31/08/1969 | D1-D3   | R. RC Gent (-P)                | K. Lierse SK T (I)                  | 1-4         |                                 |
| 31/08/1969 | D1-D3   | R. AEC Mons (III)              | R. Crossing Club Schaerbeek (-I)    | 0-2         |                                 |
| 31/08/1969 | D1-D3   | UR Namur (III)                 | UR St-Gilloise (I)                  | 1-3         |                                 |
| 31/08/1969 | D1-D3   | K. FC Vigor Hamme (III)        | R. Charleroi SC (I)                 | 1-2         |                                 |
| 31/08/1969 | D1-D3   | R. FC Brugeois (I)             | K. Boom FC (III)                    | 2-0         |                                 |
| 31/08/1969 | D1-D3   | K. SV Waregem (I)              | K. SC Maccabi Voetbal Antwerp (III) | 1-0         |                                 |
| 31/08/1969 | D1-D3   | K. SC Hasselt (III)            | AS Oostende KM (-I)                 | 0-2         |                                 |
| 31/08/1969 | D1-D3   | K. FC Turnhout (II)            | K. OLSE Merlsem SC (III)            | 1-0         |                                 |
| 31/08/1969 | D1-D3   | V&V Overpelt-Fabriek (III)     | Beveren-Waas SK (I)                 | 2-1         |                                 |
| 31/08/1969 | D1-D3   | R. Racing White (I)            | K. SC Eendracht Aalst (III)         | 1-2         | après prolongation (2 × 15 min) |
| 31/08/1969 | D1-P    | R. SC Anderlechtois (I)        | K. VV Looi Sport Tessenderlo (P)    | 1-0         |                                 |
| 31/08/1969 | D1-P    | R. Stade Waremmien FC (P)      | K. St-Truidense VV (I)              | 3-5         |                                 |
| 31/08/1969 | D1-P    | K. Beringen FC (I)             | Léopold Club Bastogne (P)           | 7-0         |                                 |
| 31/08/1969 | D2-D3   | K. FC Diest (II)               | R. AA Louviéroise (-III)            | 2-1         |                                 |
| 31/08/1969 | D2-D3   | R. Antwerp FC (II)             | K. White Star Club Lauwe (III)      | 4-1         |                                 |
| 31/08/1969 | D2-D3   | K. Berchem Sport (II)          | K. SK Roeselare (III)               | 3-0         |                                 |
| 31/08/1969 | D2-D3   | VC Zwevegem Sport (III)        | R. Olympic CC (II)                  | 0-1         |                                 |
| 31/08/1969 | D2-D3   | K. VG Oostende (III)           | R. Tilleur FC (II)                  | 1-3         |                                 |
| 31/08/1969 | D2-D3   | Patro Eisden (II)              | R. RC Tirlemont (III)               | 2-0         |                                 |
| 31/08/1969 | D2-P    | R. Daring CB (-II)             | K. Tubantia Borgerhout FC (P)       | 5-0         |                                 |
| 31/08/1969 | D2-P    | R. RC Tournaisien (II)         | K. FC Torhout (-P)                  | 2-1         |                                 |
| 31/08/1969 | D2-P    | K. Olympia SC Wijgmaal (-P)    | K. Waterschei SV THOR Genk (II)     | 0-2         |                                 |
| 31/08/1969 | D2-P    | K. SK Tongeren (P)             | K. Cercle Brugge SV (II)            | 2-3         |                                 |
| 31/08/1969 | D2-Prov | SK s'Gravenwezel (p-Anv)       | R. CS Verviétois (II)               | 1-4         |                                 |
| 31/08/1969 | D2-Prov | FC Denderleeuw (p-OVl)         | K. FC Malinois (-II)                | 1-5         |                                 |
| 31/08/1969 | D2-Prov | K. FC Lentezon Beerse (-p-Anv) | K. St-Niklaasse SK (II)             | 1-4         |                                 |
| 31/08/1969 | D3-D3   | Witgoor Sport Dessel (III)     | R. FC Sérésien (-III)               | 2-0         |                                 |
| 31/08/1969 | D3-P    | K. FC Herentals (-III)         | K. Wezel Sport FC (-P)              | 3-2         |                                 |

## Seizièmes de finale
À partir de ce tour, un tirage au sort intégral est effectué avant chaque tout. Il n'y a plus d'équipes protégées.

### Participants
Tous les clubs provinciaux et de Promotion ont été éliminés. Il n'y a plus d'équipes venant des provinces de Luxembourg et Namur.
| Province            | Clubs de Division 1 | Clubs de Division 2 | Clubs de Division 3 | Total |
| ------------------- | ------------------- | ------------------- | ------------------- | ----- |
| Totaux par division | 13                  | 15                  | 4                   | 32    |
| Anvers              | 2                   | 4                   | 2                   | 8     |
| Brabant             | 3                   | 2                   | 0                   | 5     |
| Flandre-Occidentale | 3                   | 1                   | 0                   | 4     |
| Flandre-Orientale   | 0                   | 2                   | 1                   | 3     |
| Hainaut             | 1                   | 2                   | 0                   | 3     |
| Liège               | 2                   | 2                   | 0                   | 4     |
| Limbourg            | 2                   | 2                   | 1                   | 5     |

### Résultats
- 32 équipes, 16 rencontres programmées initialement programmées entre le 1er octobre 1969 et le 22 octobre 1969.
  - Le tirage au sort ne programme que deux affrontements entre clubs de l'élite pour huit matches opposant « D1 » et « D2 ». Le verdict de ces parties est de 6 qualifiés pour la «  Division 1 », contre 2 à l'antichambre de l'élite.
  - Trois duels exclusivement de « Division 2 » laisse le passage à autant de clubs de cette série.
  - Un match ne concerne que des cercles de « Division 3 ».

| Dates      | Types | Visités                          | Visiteur                        | Score final | Remarques                                  |
| ---------- | ----- | -------------------------------- | ------------------------------- | ----------- | ------------------------------------------ |
| 19/10/1969 | D1-D1 | K. St-Truidense VV (I)           | R. Beerschot VAV (I)            | 1-2         |                                            |
| 22/10/1969 | D1-D1 | K. Lierse SK T (I)               | AS Oostende KM (-I)             | 2-0         |                                            |
| 09/10/1969 | D1-D2 | R. Crossing Club Schaerbeek (-I) | K. FC Turnhout (II)             | 2-1         | après prolongations (2 × 15 min)           |
| 22/10/1969 | D1-D2 | R. SC Anderlechtois (I)          | K. SV Sottegem (-II)            | 5-3         |                                            |
| 15/10/1969 | D1-D2 | R. Charleroi SC (I)              | K. Waterschei SV THOR Genk (II) | 2-0         |                                            |
| 22/10/1969 | D1-D2 | R. Standard CL (I)               | R. CS Verviétois (II)           | 1-0         |                                            |
| 17/09/1969 | D1-D2 | K. Beringen FC (I)               | K. FC Malinois (-II)            | 2-0         |                                            |
| 22/10/1969 | D1-D2 | R. FC Brugeois (I)               | K. St-Niklaasse SK (II)         | 10-2        |                                            |
| 22/10/1969 | D1-D2 | K. SV Waregem (I)                | R. Tilleur FC (II)              | 1-3         |                                            |
| 15/10/1969 | D1-D2 | UR St-Gilloise (I)               | K. Cercle Brugge SV (II)        | 1-2         |                                            |
| 01/10/1969 | D1-D3 | K. SC Eendracht Aalst (III)      | R. FC Liégeois (I)              | 0-2         |                                            |
| 22/10/1969 | D2-D2 | R. Daring CB (-II)               | Patro Eisden (II)               | 1-0         |                                            |
| 01/10/1969 | D2-D2 | R. Olympic CC (II)               | R. RC Tournaisien (II)          | 1-0         |                                            |
| 15/10/1969 | D2-D2 | R. Antwerp FC (II)               | K. FC Diest (II)                | 2-0         |                                            |
| 15/10/1969 | D2-D3 | K. FC Herentals (-III)           | K. Berchem Sport (II)           | 0-2         | jouée sur le terrain du Lierse             |
| 24/09/1969 | D3-D3 | Witgoor Sport Dessel (III)       | V&V Overpelt-Fabriek (III)      | 0-1         | jouée sur le terrain du Verbroedering Geel |

## Huitièmes de finale
La Flandre orientale n'a plus de représentant.

### Participants
| Province            | Clubs de Division 1 | Clubs de Division 2 | Clubs de Division 3 | Total |
| ------------------- | ------------------- | ------------------- | ------------------- | ----- |
| Totaux par division | 9                   | 6                   | 1                   | 16    |
| Anvers              | 2                   | 2                   | 0                   | 4     |
| Brabant             | 2                   | 1                   | 0                   | 3     |
| Flandre-Occidentale | 1                   | 1                   | 0                   | 2     |
| Hainaut             | 1                   | 1                   | 0                   | 1     |
| Liège               | 2                   | 1                   | 0                   | 3     |
| Limbourg            | 1                   | 0                   | 1                   | 2     |

### Résultats
- 16 équipes, 8 rencontres programmées, entre le 19 novembre 1969 et le 10 décembre 1969.
  - Une seule rencontre entre formations de l'élite.
  - À sept reprises, c'est l'équipe évoluant à domicile qui se qualifie. Seul le Standard se place « away », mais de toute justesse au terme d'une prolongation dans un derby wallon très équilibré. C'est la troisième qualification de suite avec un seul but d'écart pour les « Rouches ».
  - Élimination du tenant du titre au Daring.
  - Tirage favorable pour les « Dogues » de l'Olympic de Charleroi (D2) qui hérite, à domicile, du dernier représentant de « Division 3 »

| Dates      | Types | Visités                  | Visiteur                         | Score final | Remarques                                                       |
| ---------- | ----- | ------------------------ | -------------------------------- | ----------- | --------------------------------------------------------------- |
| 04/12/1969 | D1-D1 | R. SC Anderlechtois (I)  | K. Beringen FC (I)               | 3-1         |                                                                 |
| 10/12/1969 | D1-D1 | R. Charleroi SC (I)      | R. Standard CL (I)               | 0-1         | après prolongations (2 × 15 min)                                |
| 04/12/1969 | D1-D2 | R. FC Liégeois (I)       | R. Antwerp FC (II)               | 2-0         |                                                                 |
| 04/12/1969 | D1-D2 | R. FC Brugeois (I)       | R. Tilleur FC (II)               | 4-0         |                                                                 |
| 11/11/1969 | D1-D2 | K. Berchem Sport (II)    | R. Beerschot VAV (I)             | 1-0         |                                                                 |
| 10/12/1969 | D1-D2 | R. Daring CB (-II)       | K. Lierse SK T (I)               | 2-1         |                                                                 |
| 19/11/1969 | D1-D2 | K. Cercle Brugge SV (II) | R. Crossing Club Schaerbeek (-I) | 1-0         | après prolongation (2 × 15 min) - jouée au FC Brugeois (Klokke) |
| 26/11/1969 | D2-D3 | R. Olympic CC (II)       | V&V Overpelt-Fabriek (III)       | 3-1         |                                                                 |

## Quarts de finale
Plus de clubs limbourgeois en compétition.

### Participants
| Province            | Clubs de Division 1 | Clubs de Division 2 | Total |
| ------------------- | ------------------- | ------------------- | ----- |
| Totaux par division | 4                   | 4                   | 8     |
| Anvers              | 0                   | 1                   | 1     |
| Brabant             | 1                   | 1                   | 2     |
| Flandre-Occidentale | 1                   | 1                   | 2     |
| Hainaut             | 0                   | 1                   | 1     |
| Liège               | 2                   | 0                   | 2     |

### Résultats
- 8 équipes, 4 rencontres programmées entre le 14 janvier 1970 et le 11 février 1970.
  - Malgré la présence de 4 formations de « D1 » et autant de « D2 », on a droit qu'à une seule rencontre en clubs de l'élite.
  - Par logique mathématique, on a donc un duel exclusivement de Division 2 et deux matches « D1-D2 ». Lors de ceux-ci, les cercles de l'antichambre de l'élite créent la surprise, d'autant plus que c'est le Sporting Club Anderlechtois et le Standard qui restent sur le carreau.
    - Les « Rouches » sont surpris par Berchem Sport. Les « Mauves », pourtant donnés largement favoris, sont poussés aux prolongations par les Daringmen. Ceux-ci forcent leur qualification après 134 minutes de jeu à la suite d'un but marqué par Gilbert Libon.

| Dates      | Types | Visités                 | Visiteur                 | Score final | Remarques                                     |
| ---------- | ----- | ----------------------- | ------------------------ | ----------- | --------------------------------------------- |
| 11/02/1970 | D1-D1 | R. FC Brugeois (I)      | R. FC Liégeois (I)       | 2-0         |                                               |
| 14/01/1970 | D1-D2 | K. Berchem Sport (II)   | R. Standard CL (I)       | 2-0         | jouée au Kiel                                 |
| 04/02/1970 | D1-D2 | R. SC Anderlechtois (I) | R. Daring CB (-II)       | 0-1         | après prolongations (2 × 15 min + 1 × 15 min) |
| 11/02/1970 | D2-D2 | R. Olympic CC (II)      | K. Cercle Brugge SV (II) | 1-0         |                                               |

## Demi-finales

### Participants
| Province            | Clubs de Division 1 | Clubs de Division 2 | Total |
| ------------------- | ------------------- | ------------------- | ----- |
| Totaux par division | 1                   | 3                   | 4     |
| Anvers              | 0                   | 1                   | 1     |
| Brabant             | 0                   | 1                   | 1     |
| Flandre occidentale | 1                   | 0                   | 1     |
| Hainaut             | 0                   | 1                   | 1     |

### Résultats
- 4 équipes, 2 rencontres qui se déroulent  les 19 et 23 mars 1970.
  - Gâtés par le tirage lors des 1/8e, les « Dogues » ont cette fois hérité du tout gros morceau, avec le dernier représentant de Division 1, et par corollaire évident, du tout grand favori. Pas de miracle pour les Carolos qui se défendent cependant vaillamment.
  - Pas de qualifié connu à la suite de l'autre partie. Berchem tient la corde, mais un but de Gilbert Libon rétablit une parité qui pedrdure jusqu'au terme des prolongations. La partie doit être rejouée.

| Dates      | Types | Visités               | Visiteur           | Score final | Remarques                                                         |
| ---------- | ----- | --------------------- | ------------------ | ----------- | ----------------------------------------------------------------- |
| 19/03/1970 | D1-D2 | R. FC Brugeois (I)    | R. Olympic CC (II) | 4-0         |                                                                   |
| 22/03/1970 | D2-D2 | K. Berchem Sport (II) | R. Daring CB (-II) | 1-1         | après prolongations (2 × 15 min + 1 × 15 min) – replay nécessaire |

#### Demi-finales -Replay
- Nouvel affrontement très serré qui tourne de peu à l'avantage des Daringmen. Ceux-ci retrouvent la finale de la Coupe 35 ans après leur première apparition.

| Dates      | Types | Visités            | Visiteur              | Score final | Remarques |
| ---------- | ----- | ------------------ | --------------------- | ----------- | --------- |
| 26/03/1970 | D2-D2 | R. Daring CB (-II) | K. Berchem Sport (II) | 1-0         |           |

## Finale
De « match », il n'est pratiquement jamais question. Le Club Brugeois surclasse son rival qui n'a que son courage à lui opposer. Devant une assistance record pour une finale de Coupe de Belgique, les « Gazelles » s'octroient aisément trois buts d'avance. Et lorsque Colonval réduit l'écart et fait penser que les Daringmen pourraient revenir, les Brugeois plantent rapidement deux nouveaux goals et mettent fin à tout embryon de suspense. C'est le deuxième trophée en trois ans conquis par le FC Brugeois, après son succès de 1968. L'écart final de cinq buts constitue aussi un record qui n'a pas encore été battu en 2014.
Dans les rangs du Daring, on retrouve le gardien de but Jean Nicolay qui avait précédemment disputé deux finales avec le Standard. La première perdue en 1965 et la seconde remportée en 1967. Mais ce qui étonne le plus les observateurs de l'époque, c'est la présence de deux attaquants allemands trentenaires, spécialement transférés pour cette occasion. Le règlement de l'époque le permet.Heinz Hörnig et Carl-Heinz Rühl débarquent ainsi à Bruxelles, en provenance du 1FC Cologne. Si le second cité ne traîne guère en Belgique, le premier nommé, Hörnig devient ensuite l'entraîneur du Daring, de 1971 à 1973, soit pendant les deux dernières années d'existence du « matricule 2 ».
| ·              |                   |     |
| Titulaires :   |                   |     |
|                |                   |     |
| G              | Fernand Boone     | 80e |
| ArD            | Fons Bastijns     |     |
| DC             | Kurt Axelsson     |     |
| DC             | Erwin Vandendaele |     |
| ArG            | Freddy Hinderyckx |     |
| M              | Henk Houwaart     |     |
| M              | Pierre Carteus    | 80e |
| AiD            | Johnny Thio       |     |
| A              | Raoul Lambert     |     |
| A              | Tom Turesson      |     |
| AiG            | Rob Rensenbrink   |     |
|                |                   |     |
| Remplaçants :  |                   |     |
| G              | Luc Sanders       | 80e |
| M              | Gilbert Marmenout | 80e |
|                |                   |     |
| Entraîneur :   |                   |     |
| Frans de Munck |                   |     |

| ·                |                     |  |
| Titulaires :     |                     |  |
|                  |                     |  |
| G                | Jean Nicolay        |  |
| ArD              | Roland Coclet       |  |
| DC               | Donald De Vlegelaer |  |
| DC               | Wim Maertens        |  |
| ArG              | Jean Van Capellen   |  |
| MD               | Roland Beelen       |  |
| M                | Edy De Bolle        |  |
| MG               | Gilbert Libon       |  |
| AiD              | Jean-Paul Colonval  |  |
| A                | Heinz Hörnig        |  |
| AiG              | Carl-Heinz Rühl     |  |
|                  |                     |  |
| Entraîneur :     |                     |  |
| Norberto Höfling |                     |  |

| ·              |                   |     |
| Titulaires :   |                   |     |
|                |                   |     |
| G              | Fernand Boone     | 80e |
| ArD            | Fons Bastijns     |     |
| DC             | Kurt Axelsson     |     |
| DC             | Erwin Vandendaele |     |
| ArG            | Freddy Hinderyckx |     |
| M              | Henk Houwaart     |     |
| M              | Pierre Carteus    | 80e |
| AiD            | Johnny Thio       |     |
| A              | Raoul Lambert     |     |
| A              | Tom Turesson      |     |
| AiG            | Rob Rensenbrink   |     |
|                |                   |     |
| Remplaçants :  |                   |     |
| G              | Luc Sanders       | 80e |
| M              | Gilbert Marmenout | 80e |
|                |                   |     |
| Entraîneur :   |                   |     |
| Frans de Munck |                   |     |

| ·                |                     |  |
| Titulaires :     |                     |  |
|                  |                     |  |
| G                | Jean Nicolay        |  |
| ArD              | Roland Coclet       |  |
| DC               | Donald De Vlegelaer |  |
| DC               | Wim Maertens        |  |
| ArG              | Jean Van Capellen   |  |
| MD               | Roland Beelen       |  |
| M                | Edy De Bolle        |  |
| MG               | Gilbert Libon       |  |
| AiD              | Jean-Paul Colonval  |  |
| A                | Heinz Hörnig        |  |
| AiG              | Carl-Heinz Rühl     |  |
|                  |                     |  |
| Entraîneur :     |                     |  |
| Norberto Höfling |                     |  |

## Statistiques

### Générales
- Nombre de finales jouées : 15 - (57 buts marqués)
  - Nombre de finales avec prolongation : 5 (6 buts marqués)
  - Nombre de finales avec tirs au but : 1 (7-6, 15 tirs)
- Joueurs expulsés en finale : 4
- Clubs participant aux finales :
  - Clubs de la plus haute division : 26
  - Clubs de deuxième division : 3
  - Clubs de troisième division : 1

### Par provinces
| # | Provinces                       | Vainqueurs | Finalistes | Total |
| - | ------------------------------- | ---------- | ---------- | ----- |
| 1 | Province d'Anvers               | 2          | 5          | 7     |
| 2 | Province de Brabant             | 5          | 4          | 9     |
| 3 | Province de Flandre-Occidentale | 2          | 2          | 4     |
| 4 | Province de Flandre-Orientale   | 2          | 1          | 3     |
| 5 | Province de Hainaut             | 1          | 0          | 1     |
| 6 | Province de Liège               | 3          | 2          | 5     |
| 7 | Province de Limbourg            | 0          | 1          | 1     |
| 8 | Province de Luxembourg          | 0          | 0          | 0     |
| 9 | Province de Namur               | 0          | 0          | 0     |

| # | Provinces                   | Victoires | Place de finaliste | Total |
| - | --------------------------- | --------- | ------------------ | ----- |
| 1 | Province du Brabant flamand | 0         | 1                  | 1     |
| 2 | Province de Brabant wallon  | 0         | 0                  | 0     |
| 3 | Bruxelles                   | 5         | 3                  | 8     |

### Clubs avec plus d'une victoire
- R. Standard CL: 3 (1954, 1966, 1967)
- Union Royale St-Gilloise: 2 (1913, 1914)
- R. FC Brugeois: 2 (1968, 1970)